# ليزلي شارب
ليزلي شارب (بالإنجليزية: Lesley Sharp)‏ هي ممثلة بريطانية، ولدت في 3 أبريل 1960 بمانشستر في المملكة المتحدة.

## أعمال

### أفلام
- (2001) من الجحيم[4]

## وصلات خارجية
- ليزلي شارب على موقع IMDb (الإنجليزية)
- ليزلي شارب على موقع ألو سيني (الفرنسية)
- ليزلي شارب على موقع أول موفي (الإنجليزية)
- ليزلي شارب على موقع قاعدة بيانات الأفلام السويدية (السويدية)
- ليزلي شارب على موقع قاعدة بيانات الفيلم (الإنجليزية)
- ليزلي شارب على موقع كينوبويسك (الروسية)